# Троицкая башня
Тро́ицкая ба́шня (ранее — Богоявле́нская, Ризополо́женская, Зна́менская, Куре́тная) — центральная проездная башня северо-западной стены Московского Кремля, выходит к Александровскому саду. Построена в 1495—1499 годах итальянским архитектором Алевизом Фрязином Старым. Входила в единое звено обороны с Кутафьей башней и Троицким мостом. В Средние века служила «семейным царским и патриаршим выездом»[страница не указана 1445 дней]. Самая высокая из кремлёвских башен.
В 1685 году её нижний массив был надстроен шатровым верхом, добавлен белокаменный декор. С 1585 по 1812 год на башне находились часы-куранты. В 1868—1870 годах здание перестроили под Московский отдел Архива Министерства императорского двора.
В XXI веке Троицкая являлась единственной жилой и отапливаемой из всех Кремлёвских башен: в ней находятся репетиционная база, студия звукозаписи и офисные помещения Президентского оркестра России. До реставрации в 2015 году в ней также размещался пульт управления электросетями Кремля. Кутафья башня и Троицкие ворота также используются для входа туристов и экскурсантов.

## История

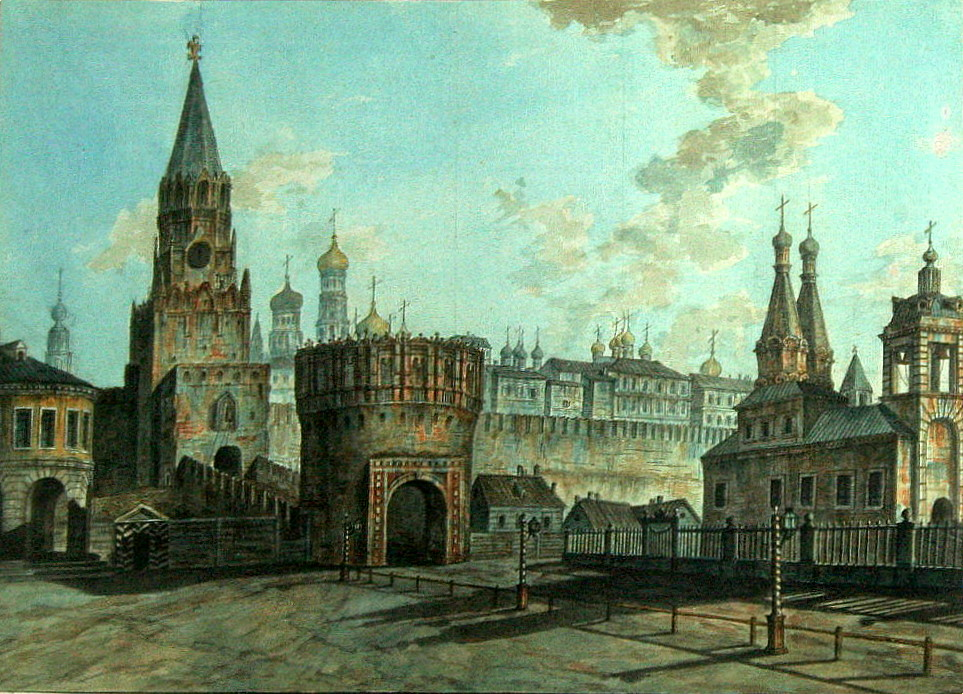
Троицкая и Кутафья башни на картине Фёдора Алексеева, 1800-е годы

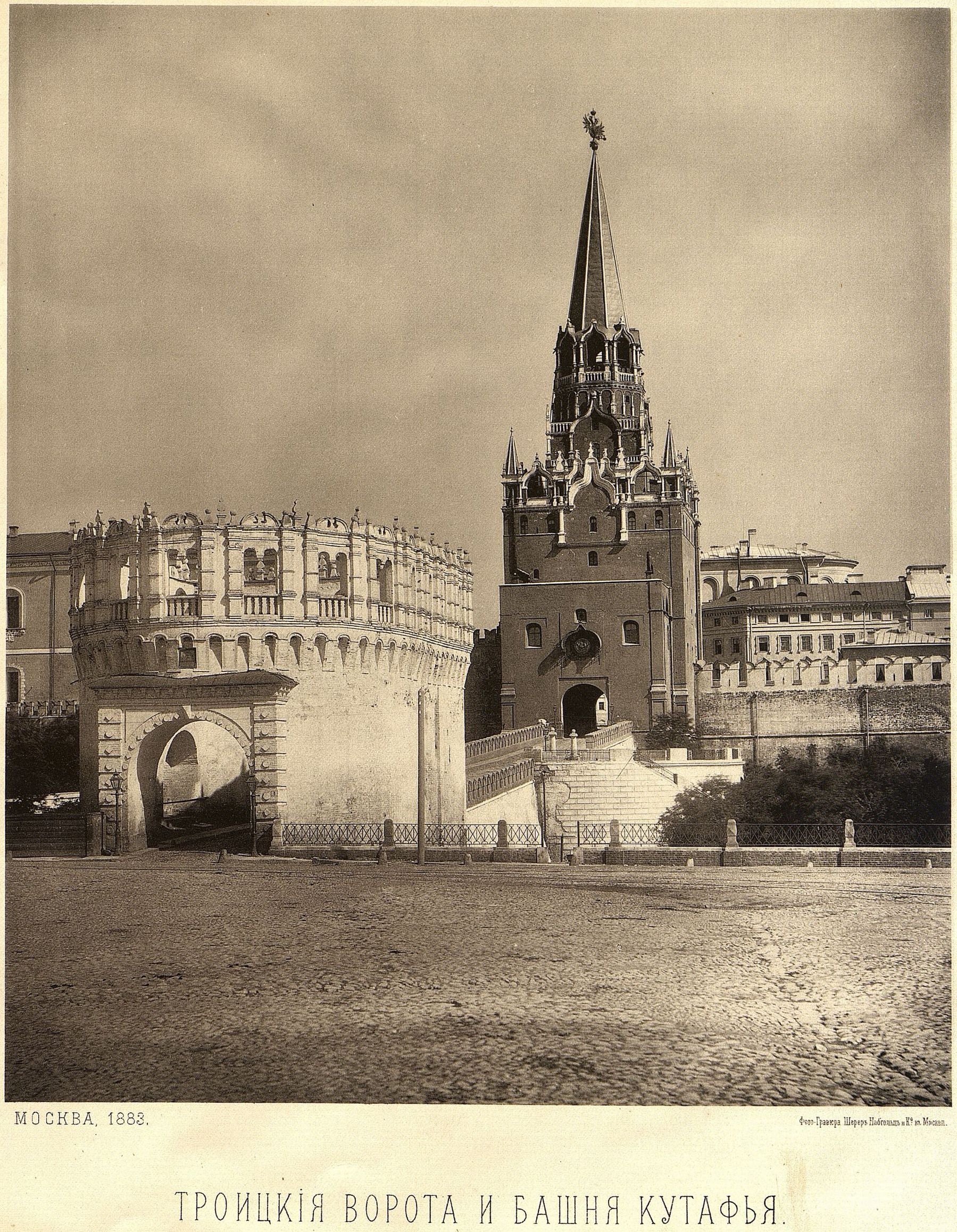
Троицкая и Кутафья башни, 1883 год

### XV—XVII века
Значительная часть сохранившихся Кремлёвских башен существовала уже в 1339—1340 годах в деревянной крепости князя Ивана Калиты. Существует мнение, что на месте современных Троицких ворот стояла глухая башня. Когда при Дмитрии Донском шла перестройка Кремля в белокаменный, на её месте заложили Ризоположенские проездные ворота.
Носившее название Второй Ризоположенской, башня, предположительно, была построена в 1495—1499 годах под руководством итальянского архитектора Алевиза Фрязина, когда по приказу Ивана III крепость перестраивали из белокаменной в кирпичную. Тогда как на возведение многих башен того периода, например Боровицкой и Водовзводной, хватало одного года, работы над Троицкими воротами затянулись из-за двух разрушительных пожаров 1493 года: мастера и техники были заняты на ремонте сгоревших зданий.
В конце XV — начале XVI века Кремль был в первую очередь фортификационным комплексом и являлся основной мишенью для возможного нападения противника. Чтобы усилить его оборонительную мощность, под руководством Алевиза Фрязина сформировали «кремлёвский треугольник»: стены крепости переложили в кирпич, спрямили и уровняли по высоте. Вершиной западной части треугольника стали Троицкие ворота, по прямой линии от них находилась Спасская башня. Два этих здания были построены в едином стиле и получили схожую внутреннюю планировку: четыре внутренних этажа с высокими сводами окружались пятью ярусами меньших размеров, где находились лестницы и переходы.
Троицкая башня представляла собой типичный образец военной архитектуры того времени: арки ворот располагались на прямой оси, перпендикулярно крепостной стене, и возвышались над уровнем земли на шесть метров. В основании находились слухи и вылазы для подошвенного боя, верхний периметр башни окружали зубцы и навесные бойницы-машикули. С земли на стены башни шёл специальный всход, от которого дальше можно было пройти насквозь к Средней и Угловой Арсенальным башням. В отличие от Спасских, Троицкие ворота получили сразу две отводные стрельницы. Первая примыкала к башне вплотную, а вторая — Кутафья — соединялась с ней Троицким мостом. Если бы противник штурмовал Кремль со стороны Смоленского тракта, нападающим пришлось бы совершать много поворотов в зоне обстрела и преодолевать значительные фортификационные препятствия. Через Неглинную от Кутафьи башни к Троицким воротам шёл невысокий деревянный мост на сваях и с подъёмной серединой, в 1516 году его заменили на каменный.

В основании башни в XVI—XVII веках размещалась тюрьма: при раскопках XIX века под проездом ворот был обнаружен двухъярусный подвал. От верхней части шли ходы к Кремлю и Кремлёвскому саду. Ниже находились два «каменных мешка», попасть в которые можно было только через отверстие в потолке. От стоявшего в непосредственной близости здания Судного приказа к этим подвалам шла лестница. Согласно летописям, у Ризоположенских ворот периодически проходили казни.
В 1585 году на башне установили часы-куранты с циферблатами «по аршину в длину и ширину» и тремя колоколами. Устройство часов отличалось от современного: вращающийся диск был разделён на дневное и ночное время, а стрелка оставалась неподвижной. В рабочем состоянии механизм поддерживали мастера-часовщики Спасской башни, хотя к Троицкой был приставлен собственный штат работников. Сохранилась информация, что их жалованье составляло четыре рубля и шесть алтынов в год:

По своему положению они были ниже часовщиков Спасской башни. Их часто забывали с выдачей жалованья, а когда бывала серьезная работа по устройству часов Троицкой башни, то её исполняли Спасские часовщики и награда за дело ускользала из рук Троицких часовщиков. В виду этого место часовщика Спасской башни являлось предметом вожделения и домогательства для Троицких часовщиков, которые, в свою очередь, подвергались интригам со стороны ещё более захудалых часовщиков Тайницких ворот.

### XVII век
До XVII века в литературе и речи москвичей башня называлась по-разному: Ризоположенская, Богоявленская, Знаменская — по надвратной иконе и Куретная — в честь одноимённых ворот царского дворца. К середине столетия, как и многие другие здания Кремля, башня постепенно пришла в упадок. Опись ветхостей 1646 года указывала:

Под Знаменские ворота сход к слуху засорен <…> углы по обе стороны обиты в кирпич и в два и в три кирпича вдоль кругом и вверх по сажени и башня разселась в двух местах. У той же башни <…> 5 всходов лестничных осыпались, да в башне же у застенка свод разселся.
Опись ветхостей 1667 года указывала ещё более серьёзные разрушения:

В башне <…> верхние своды сыплются и досками подперты и многое кирпичье висит. Середнего своду обвалилось вдоль сажени на две, а поперек на сажень. Да кругом башни у перил своды худы и во многих местах обвалились.
Обновление Кремлёвского ансамбля прошло в периоды правления царя Фёдора Алексеевича и царевны Софьи. Тогда были возведены новые корпуса приказов и Чудова монастыря, отремонтированы стены и башни, к большинству из которых добавили шатровые навершия и белокаменный декор. По приказу царя Алексея Михайловича Ризоположенская башня с 1658 года стала официально именоваться Троицкой, в честь близлежащего подворья Троице-Сергиева монастыря. Проездную арку ворот украсили иконой храмовых святых.
8 апреля 1681 года часовщик Спасской башни Андреянко Данилов получил приказ изготовить новые часы для Троицкой башни. На работу ему потребовалось два года, смета составила 130 рублей. В 1683-м Троицкая башня получила новые часы, более крупные, с циферблатами по обе стороны. Диаметр каждого из них составлял 1 ¾ аршина. К трём прежним колоколам добавили ещё шесть, от четырёх до половины пуда весом. Старые часы разобрали и перевезли в село Преображенское, где их установили на дворцовых воротах. За свою работу Данилов получил 15 рублей золотом.
В 1685 году многие здания Кремля получили новое оформление — к тому моменту крепость утратила оборонное значение и превратилась в представительную царскую резиденцию. Чтобы сделать облик башен более парадным, к ним были пристроены шатровые навершия и добавлен разнообразный декор фасадов. Пять башен, в том числе и Троицкая, получили скульптурные флюгеры в виде двуглавых орлов. Надстройка Троицкой башни была выдержана в едином стиле со Спасской, поскольку они находились на одной линии и визуально составляли общую композицию.
В 1686 году мастер Карп Золотарёв должен был «покрыть росписью башню и вызолотить на ней орла». Сделанные два года назад часы «показались слишком незначительными» на фоне высокой шатровой вершины, поэтому уже в 1686-м Андреянко Данилов получил заказ на новые: «длиною в 2 ¼ аршин, шириною 1 ½ аршин, вышиною — как размер укажет; а перечасье в восемь колоколов, девятый боевой». Прежний механизм разобрали и перевезли в Данилов монастырь. Главный колокол для новых часов отлил мастер Фёдор Моторин.

### XVIII век
Новая эпоха в истории Кремля началась при правлении Петра I. По его приказу в 1702 году на выгоревшей части между Троицкой и Собакиной башнями началось строительство здания Арсенала. Два года спустя император заказал в Амстердаме новые часы для Спасской и Троицкой башен, уже в 1705-м оба механизма были установлены. Под руководством мастера Кузьмы Иванова пять работников с Житного двора подняли на башню 34 колокола для курантов.
С началом Северной войны возникла угроза вторжения в Москву войск Карла XII, в связи с чем Пётр I распорядился возвести вдоль кремлёвских стен болверки, а осушенные в XVII веке рвы наполнить водой. В 1707 году бойницы башни расширили под тяжёлые пушки, у основания ворот по обе стороны от моста был насыпан Троицкий бастион. После серии поражений шведской армии и решающей Полтавской битвы угроза нападения на Москву отпала, но построенные рвы и насыпи сохранялись ещё долгое время.
Установленные по приказу Петра куранты сломались уже в 1731 году. В конце февраля 1734-го для их ремонта был приглашён из Санкт-Петербурга мастер Иоганн Христофор Ферстер. После осмотра башни он предоставил Сенату следующий доклад:
Оная Троицкая башня находится в тесном месте, в стенах и в глуши, и музыка с той башни будет не слышна, а надлежит оной колокольной музыке быть на Спасской башне, понеже она стала на всей красоте и вельми та колокольная музыка и играние во дворце и в Москве будет слышна.
Тем не менее в августе 1734 года Сенат постановил куранты на Троицкой башне починить. Недостающие восемь колоколов для них взяли со двора Пушечного приказа: во время Шведской войны туда были перевезены более 600 колоколов «для перелития в пушки». Сведений о том, успешен ли был ремонт Ферстера, не сохранилось. Во время Троицкого пожара в 1737 году башня сильно пострадала: выгорел весь механизм часов, колокола рухнули, а главный из них пробил свод здания.
Дальнейшие сведения о состоянии башни обрывочны: известно, что в 1754 году Гофинтендантская контора направила плотника Эриха исправить и привести в действие часовой механизм, при этом перед визитом Екатерины II в 1775 году часам опять требовался ремонт. Опись 1776 года указывала наличие «ветхостей и трещин» в стенах башни. Однако на похоронах московского градоначальника Григория Чернышёва в 1784 году «колокольный музыкант разыгрывал руками и ногами „Святый Боже“».

### XIX век

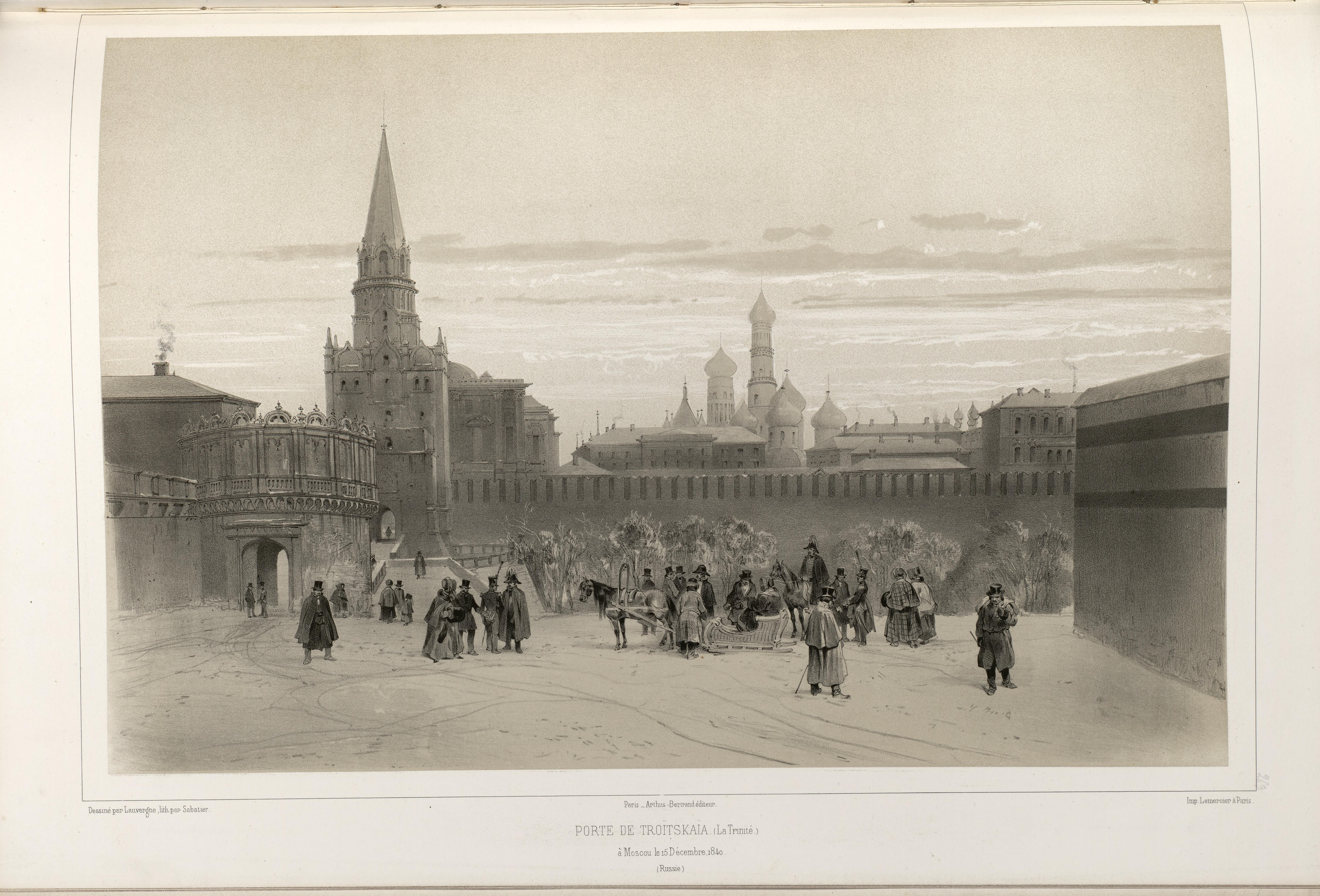
Троицкая башня на открытке, Артюс Бертран, 1852 год

Троицкие ворота пострадали в Отечественной войне 1812 года, когда при отступлении французской армии был заминирован Кремль. От взрывов и последовавшего пожара в башне снова рухнул главный часовой колокол, пробив четыре свода. Внутренние перекрытия починили лишь в 1823 году, при этом часовой механизм восстанавливать не стали. В 1848 году главный колокол перенесли на Боровицкую башню.
В 1868—1870 годах башню перестроили под Московский отдел Архива Министерства императорского двора, в результате чего она во многом утратила прежний облик. Было изменено положение внутренних перекрытий, заложены бойницы, щели для герс и ход в верхние яруса. Смета составила 31 003 рубля, ещё 4 589 стоил новый двуглавый орёл.
Руководили проектом архитекторы А. Пороховщиков и Н. Азанчевский, по другим сведениям — Алексей Мартынов.
В прилегающей отводной стрельнице с 1870 года заседала канцелярия архива, а в хранилище Троицкой башни находились около 107 тысяч дел.
В конце XIX века очередную реставрацию башни проводили по проекту председателя Московского архитектурного общества Николая Шохина.

### XX—XXI века

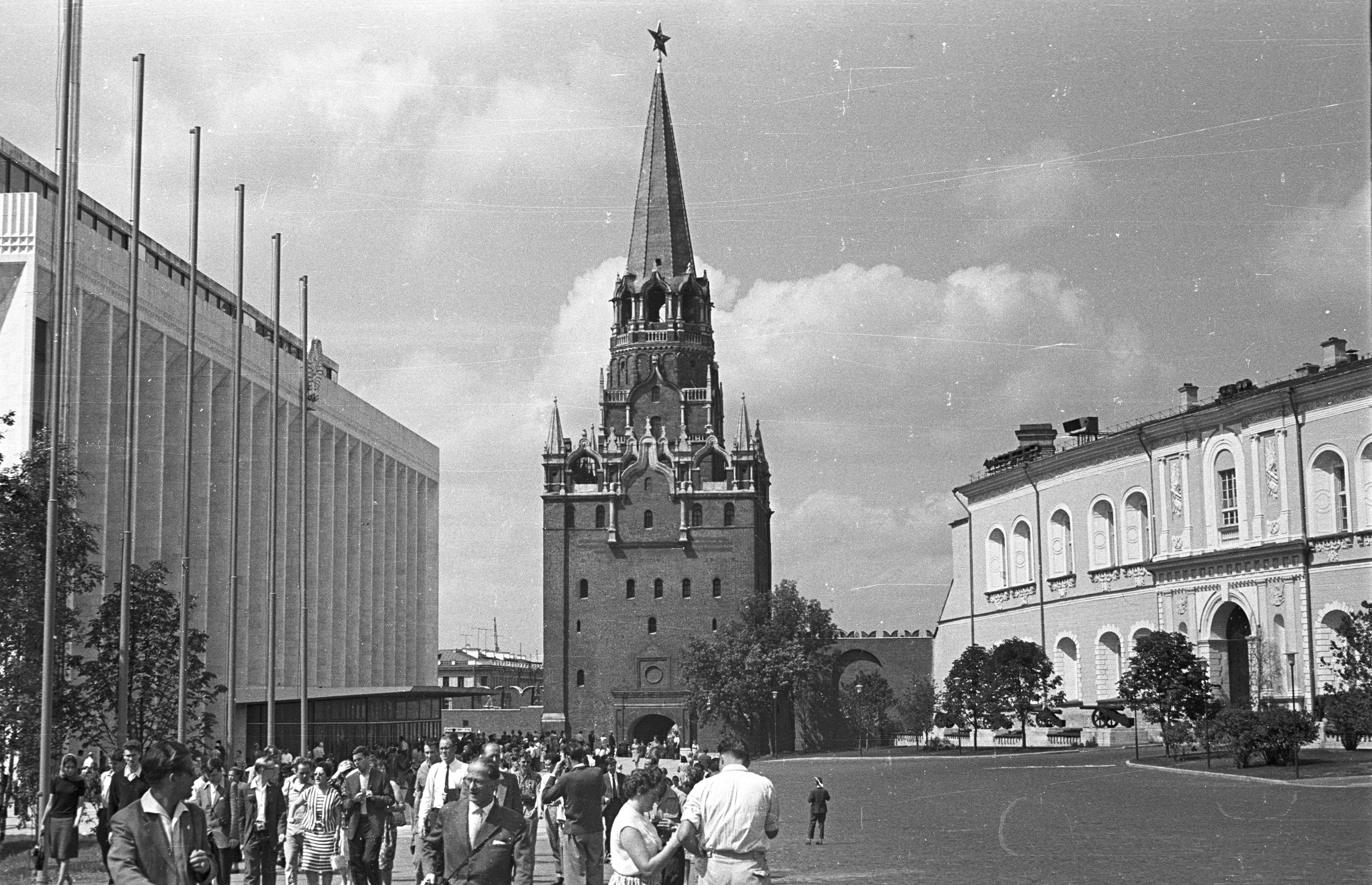
Вид со стороны Кремля, 1968 год

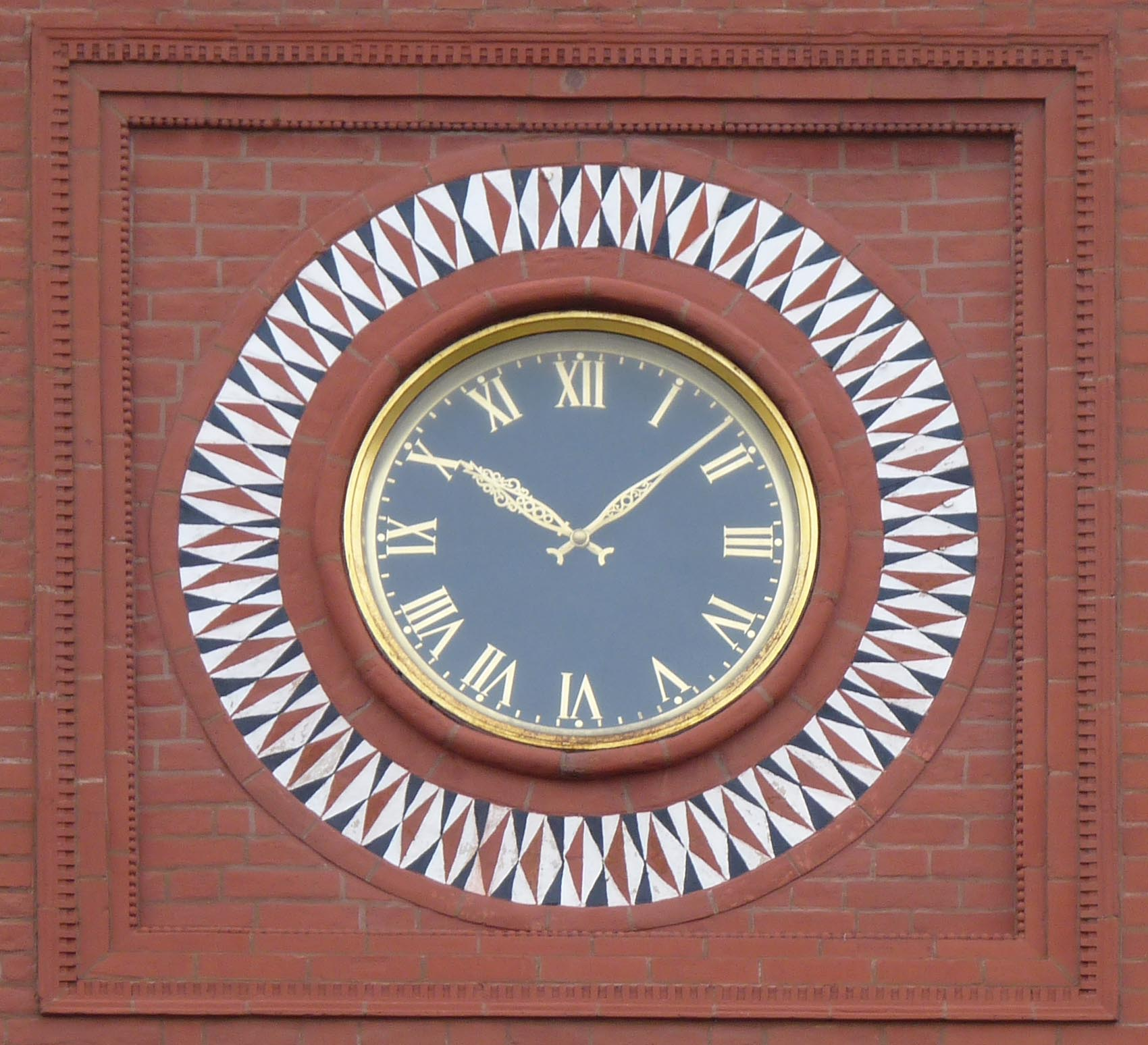
Часы на месте надвратной иконы Знамения Божией Матери, 2009 год

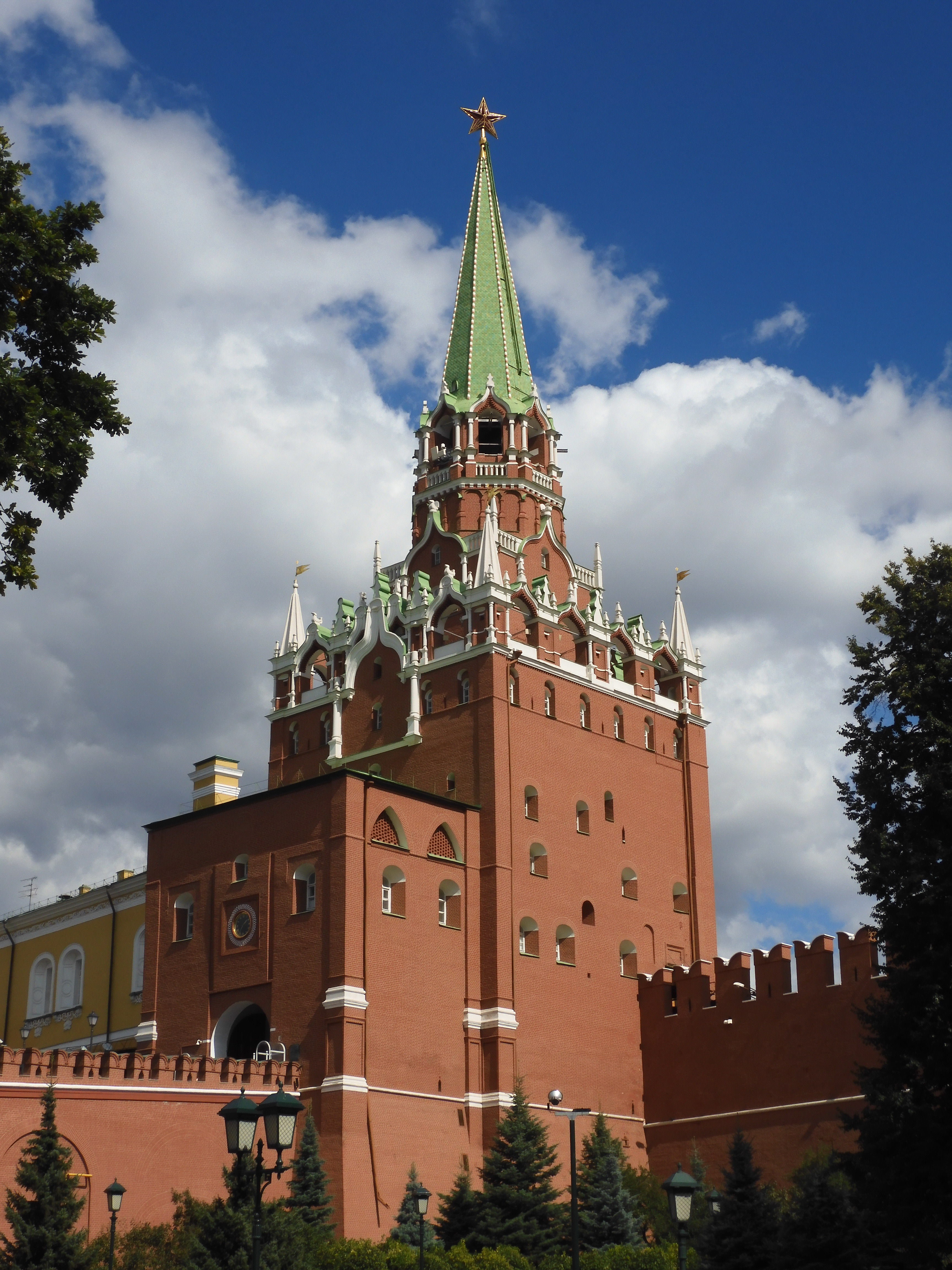
Троицкая башня. Вид с запада из Александровского сада, 2020 год

В 1901 году отремонтировали Троицкий мост, но в процессе демонтировали пандусы и лестницы постройки 1821-го. Годом позже историк Пётр Бартенев опубликовал крупное исследование всех зданий Кремлёвского ансамбля, где приводил следующее описание образо́в Троицкой башни:
Над проездом помещены иконы: со стороны Кремля образ св. Троицы — Авраам и три странника, а со стороны Неглинной — образ Знамения Пресвятой Богородицы, окружённый ангельскими ликами и четырьмя символами евангелистов по углам. Обе иконы в рамах под стеклом и защищены сверху металлическими зонтами с привешенными на блоках лампадами. Особенно красив зонтик со стороны Неглинной — резная арка готической формы с короной и крестом на ней.
В том же издании указаны точные замеры башни: 32,5 сажени (69,3 метра) в высоту, из них 14,5 (30,9 метра) приходились на нижний массив, 18 (38,4 метра) — на шатровую надстройку. Периметр основы составлял 35 саженей (74,6 метра), внутри башня насчитывала девять этажей.
При штурме Кремля большевиками в 1917 году икону Знамения Божией Матери пробила пуля. В послереволюционные годы следы иконы затерялись и дальнейшая её судьба неизвестна. С 1930-х остаётся пустым киот с внутренней стороны башни, где прежде размещалась икона Троицы.
В 1935 году шпили на Кремлёвских башнях решили оформить в подобающем советской идеологии виде — орлов как символы царизма приказали снять, а на их место установить пролетарские звёзды. Орёл Троицкой башни был не монолитным, а сборным, с креплениями на болтах, поэтому его разбирали по частям прямо на месте. В 1937-м самоцветную звезду заменили на современную рубиновую массой в 1300 кг и диаметром в пять метров.
Во второй половине XX века, с 1973 по 1981 год, проходила самая масштабная реставрация Московского Кремля. Проект возглавили архитекторы Алексей Васильевич Воробьёв и Алексей Иванович Хамцов. Под их руководством в 1975-м отремонтировали Троицкую башню: трещины в кладке стен укрепили с помощью инъекций закрепителя и специальных стальных стяжек, фасад колеровали и покрыли водоотталкивающим составом. Вместо черепичной кровли изготовили медную, отдельно по фрагментам восстановили белокаменный декор.
В 2010 году усилиями Фонда Андрея Первозванного были найдены и восстановлены надвратные иконы Спасской и Никольской башен. Планировалось исследовать и восстановить иконы Троицкой и других башен.
В 2015 году провели последнюю реставрацию башни. Работы продолжались девять месяцев. На этот период Президентский оркестр, репетирующий в башне, перевели в другое здание, но проход через ворота сохранялся. Особое внимание уделили реставрации звезды на шпиле: у неё полностью заменили поворотный механизм и крепления, очистили каркас, а трёхслойное стекло разобрали на отдельные сегменты и вручную промыли. Лампу на 5000 ватт заменили на энергосберегающую металло-галогенную.

## Президентский оркестр
С 1918 года, когда советское правительство во главе с Владимиром Лениным переехало в Кремль, для его охраны была сформирована отдельная боевая часть. Она включала специальную команду из 20 человек — в их обязанности входило музыкальное сопровождение строевых занятий и торжественной смены караула. С 1922-го в Кремль стали приезжать делегации и представительства иностранных государств, для проведения официальных приёмов из кремлёвских музыкантов сформировали постоянную группу. 11 сентября 1938 года она получила официальное звание оркестра Управления коменданта Московского Кремля. Предположительно, в это же время его главной репетиционной площадкой стала Троицкая башня. 11 января 1993 года по распоряжению президента России Бориса Ельцина оркестр получил современное название — Президентский оркестр комендатуры Московского Кремля Главного управления охраны Российской Федерации.